# Cats Are Liquid
Cats Are Liquid (lit. Los gatos son líquidos) es una saga de dos videojuegos de plataformas protagonizados por Lumi, una gata a la cual la pérdida de sus amigos como de sus habilidades la han llevado a la depresión que causó su muerte.
Los juegos salieron en 2015 y 2019 y fueron creados por parte de Last Quarter Studios. 

## Sinopsis
En el orden cronológico, los primeros sucesos se llevan a cabo en Cats Are Liquid:A Better Place, donde se ve como Lumi tiene aventuras juntos a sus amigos gatos y con distintas habilidades superan los obstáculos.
En Cats Are Liquid A Light in The Shadows, la historia se enfoca la gata, cuyo dueño la encerró en un conjunto de habitaciones ilimitadas. Quiere desesperadamente salir, pero las habitaciones continúan. En el camino, el gato conoce a un nuevo "amigo" y adquiere nuevas habilidades.
En ambos juegos,se pueden usar una variedad de habilidades, como un Estado gaseoso,líquido,o podrás estirar la cola de la gata, entre otras. 